# Tour de Beauce

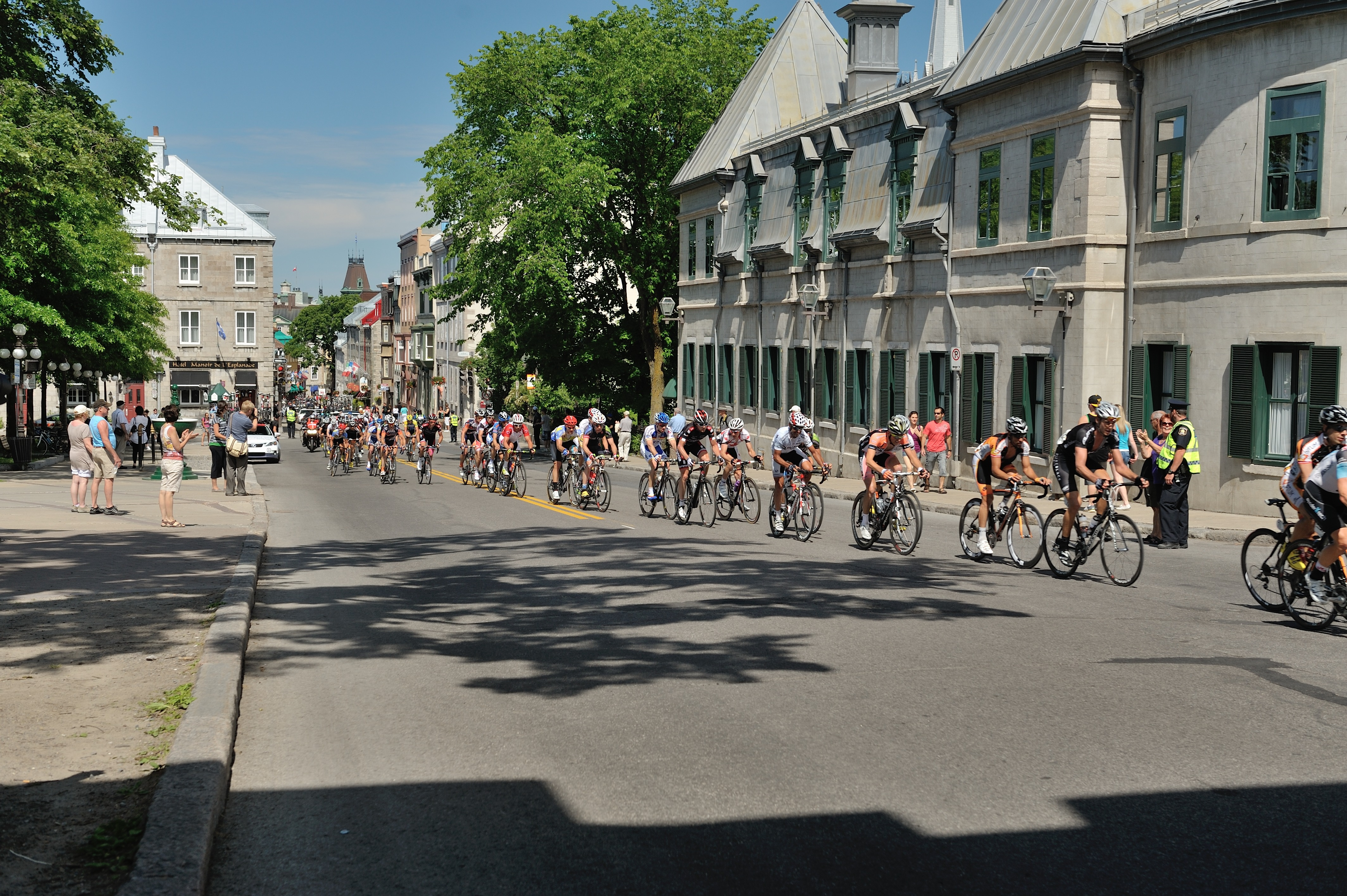
Tour de Beauce w 2012 roku

Tour de Beauce (pol. Wyścig Dookoła Beauce) – etapowy wyścig kolarski rozgrywany od 1986 corocznie w czerwcu na obszarze kanadyjskiego regionu Beauce, leżącego w prowincji Quebec. Należy do cyklu UCI America Tour, mając kategorię UCI 2.2.

## Zwycięzcy
| Rok  | Pierwsze               | Drugie                   | Trzecie                |          |
| ---- | ---------------------- | ------------------------ | ---------------------- | -------- |
| 1986 | James Gilles           | Jacques Guenette         | Michael Belcourt       |          |
| 1987 | Yvan Waddell           | Chris Koberstein         | Étienne Lemieux        |          |
| 1988 | Gervais Rioux          | Brian Fowler             | Bruno Giangioppi       |          |
| 1989 | Sean Way               | Scott Goguen             | Gervais Rioux          |          |
| 1990 | Graeme Miller          | Edward Karczmarczyk      | David Spears           |          |
| 1991 | Czesław Łukaszewicz    | Tim Lefebvre             | Chris Koberstein       |          |
| 1992 | Jean-Christophe Currit | Kirill Beljaev           | Jacques Landry         |          |
| 1993 | Marty Jemison          | Alexander Torkatchenko   | Roland Green           |          |
| 1994 | Jacques Landry         | Jeff Stobie              | Anthony Bergson        |          |
| 1995 | Eric Wohlberg          | José Manuel García Ponce | Fabien Bergeron        |          |
| 1996 | Igor Bonciucov         | Matthew White            | Steve Bauer            |          |
| 1997 | Jonathan Vaughters     | Matt Anand               | Trent Klasna           |          |
| 1998 | Levi Leipheimer        | Andrzej Sypytkowski      | Artur Babaitsev        |          |
| 1999 | Levi Leipheimer        | Jan Hruška               | Scott Moninger         |          |
| 2000 | Tomáš Konečný          | René Andrle              | Scott Moninger         |          |
| 2001 | Henk Vogels            | Scott Moninger           | Zbigniew Piątek        |          |
| 2002 | Michael Rogers         | Matt DeCanio             | Lubor Tesař            |          |
| 2003 | John Lieswyn           | Chris Baldwin            | Tomáš Konečný          |          |
| 2004 | Tomasz Brożyna         | Nathan O’Neill           | Scott Moninger         |          |
| 2005 | Nathan O’Neill         | Svein Tuft               | Jeff Louder            |          |
| 2006 | Valery Kobzarenko      | Siergiej Łagutin         | Danny Pate             |          |
| 2007 | Benjamin Day           | Svein Tuft               | Danny Pate             |          |
| 2008 | Svein Tuft             | Bernardo Colex           | Moisés Aldape          |          |
| 2009 | Scott Zwizanski        | Sergio Henao             | Darwin Atapuma         |          |
| 2010 | Benjamin Day           | Darren Rolfe             | Marc de Maar           |          |
| 2011 | Francisco Mancebo      | Bernardo Colex           | Svein Tuft             |          |
| 2012 | Rory Sutherland        | Hugo Houle               | Christian Meier        |          |
| 2013 | Nathan Brown           | Philip Deignan           | Christian Meier        |          |
| 2014 | Toms Skujiņš           | Rob Britton              | Serghei Țvetcov        |          |
| 2015 | Pello Bilbao           | Toms Skujiņš             | Dion Smith             |          |
| 2016 | Gregory Daniel         | Hugo Houle               | Robin Carpenter        |          |
| 2017 | Andžs Flaksis          | Clément Russo            | Jordan Cheyne          |          |
| 2018 | James Piccoli          | Daniel Whitehouse        | Serghei Țvetcov        |          |
| 2019 | Brendan Rhim           | James Piccoli            | Nickolas Zukowsky      |          |
| 2020 | odwołany               | odwołany                 | odwołany               | odwołany |
| 2021 | odwołany               | odwołany                 | odwołany               | odwołany |
| 2023 | Luke Valenti           | Tyler Stites             | Carson Miles           |          |
| 2024 | Josh Burnett           | Tyler Stites             | Ian Lopez de San Roman |          |

## Koszulki i klasyfikacje
W wyścigu prowadzone są cztery klasyfikacje, których liderzy jadą w specjalnych koszulkach:
- Żółta koszulka: klasyfikacja generalna
- Biała koszulka: klasyfikacja sprinterska
- Koszulka w grochy: klasyfikacja górska
- Czerwona koszulka: klasyfikacja młodzieżowca

Ponadto przyznawana jest specjalna koszulka:
- Niebieska koszulka: triumfator etapu w mieście Québec

Prowadzona jest ponadto klasyfikacja drużynowa.